# پاول میلر (بازیگر)
پاول میلر (به انگلیسی: Paul Miller)؛ (زادهٔ ۳۰ اکتبر ۱۹۶۰) بازیگر کانادایی است.
از کارهای او می‌توان به بازی در سریال عامل ناشناخته و فیلم‌های هدیه جادوگر خوب و خانواده جادوگر خوب اشاره کرد.